# 팔색조
팔색조(八色鳥, 학명: Pitta nympha 핏타 뉨프하[*], fairy pitta)는 팔색조과의 여름철새이다. 동남아시아의 말레이 반도에서 살다가 여름에 제주도, 거제 학동의 동백림 및 팔색조 번식지에 와서 번식하며, 먹이는 곤충과 지렁이이다. 어미는 둥지에서 새끼가 태어나면, 알 껍질을 먹고 새끼의 흔적을 없애, 천적으로부터 새끼들을 보호한다. 종과 번식지 모두 대한민국의 천연기념물 204호로 보호받고 있다.

## 개요
팔색조과에 속하며 학명은 Pitta nympha이다. 날개길이 12-13㎝, 꼬리길이 3-4㎝이다. 여덟 가지 깃털 색깔을 가진다고 하여 팔색조라고 하였다. 등과 날개는 녹색이고, 어깨와 위꼬리덮깃은 파란색, 꼬리는 검은색이다. 배는 전체적으로 우윳빛을 띠지만 배의 중앙은 진홍색이다. 암컷은 수컷과 거의 비슷하나 크기가 약간 작다. 부리는 흑갈색으로 다소 길고 뾰족하며 튼튼하다. 다리도 튼튼하고 발가락이 길다. 대한민국에서는 남부 도서지방 및 남부 내륙, 중부 내륙에서 드물게 번식하는 여름철새이다. 단독으로 생활하며 주로 지상에서 걸어다니면서 먹이를 찾는다. 나무 위에도 앉는데 그 모습이 물총새와 비슷하다. 경계심이 강하고 좀처럼 사람에게 모습을 보이지 않는다. 일직선으로 날고, 짧은 꼬리를 위아래로 까딱까딱 움직이는 습성이 있다. 해안과 섬 또는 내륙의 경사지에 있는 잡목림이나 활엽수림에서 번식하며, 바위틈이나 큰 나뭇가지 사이에 집을 짓고 산다. 둥지는 이끼류로 만들고 맨 바깥쪽은 나뭇가지로 덮는다. 나무에 지은 둥지는 2-8m 높이에 위치하는 것이 많다.

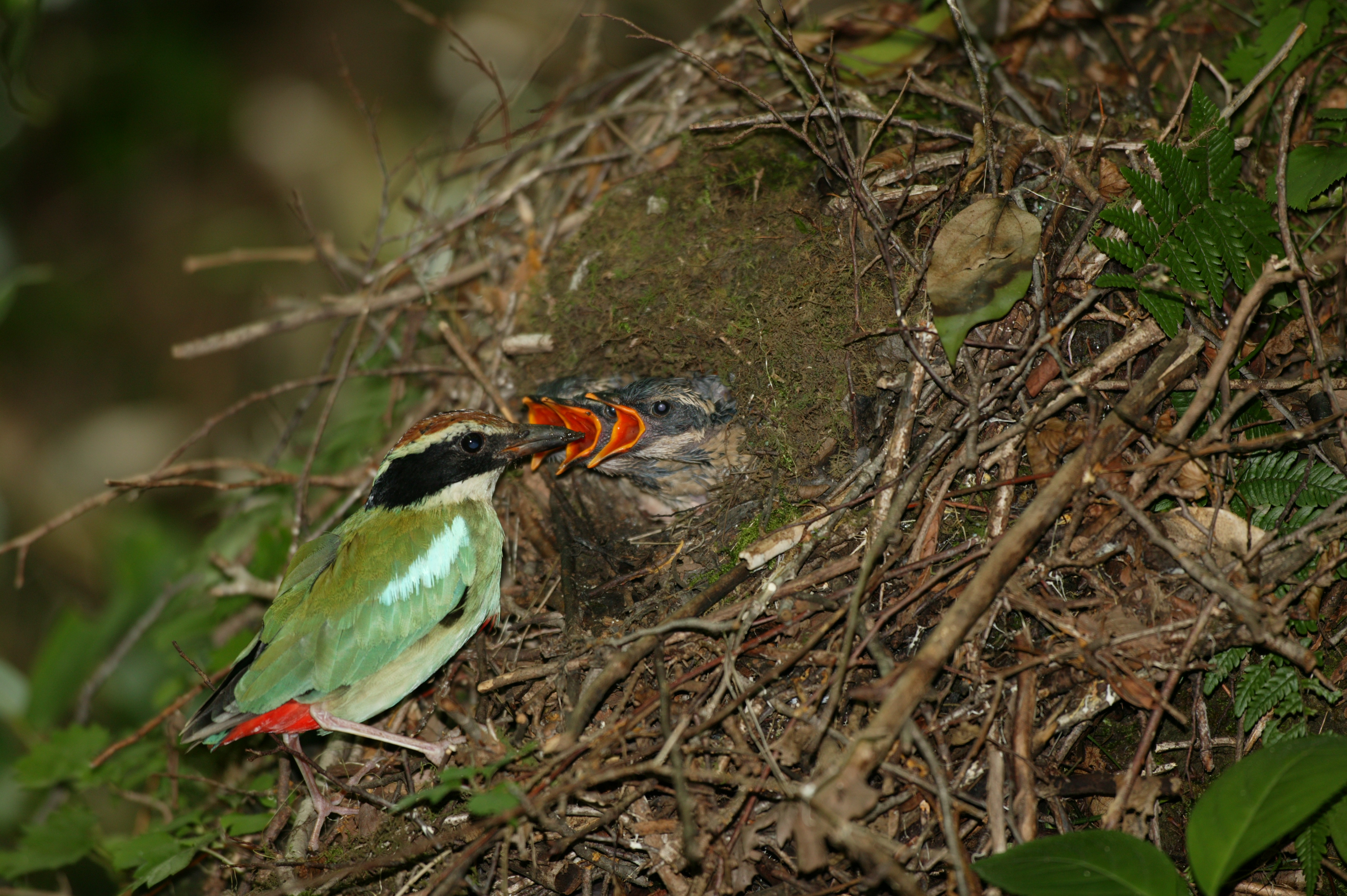
팔색조 둥지.

산란기는 5-7월경이며 한배에 4-6개의 알을 낳는다. 알은 크림색 또는 잿빛을 띤 흰색 바탕에 엷은 자색빛 갈색과 잿빛 쥐색의 얼룩무늬가 있다. 암컷이 새끼를 품는 중에 위험을 느낄 때에는 둥지의 출입구를 잎이 붙어 있는 나뭇가지로 가리거나 쇠똥을 입구에 박아 두는 습관이 있다. 암컷이 새끼에게 지렁이등의 먹이를 먹이며 수컷은 경계만 한다. 대한민국에서는 천연기념물 제204호로 지정하여 보호하고 있다.

## 분포
- 한국
- 일본
- 동남아시아